# Fausto dos Santos
Fausto dos Santos (ur. 25 stycznia 1905 w Codó  – zm. 28 marca 1939 w Santos Dumont) były brazylijski piłkarz grający na pozycji defensywnego pomocnika.

## Kariera klubowa
Karierę zaczął w Rio de Janeiro w klubie Bangu AC w 1926 roku. W roku 1928 przeszedł do we CR Vasco da Gama, któremu pozostał wierny do 1931 roku. W 1931 zdecydował się na opuszczenie Brazylii i przeniósł się do Hiszapnii, gdzie w sezonie 1931–1932 grał w FC Barcelona. W następnym roku reprezentował barwy szwajcarskiego Young Fellow de Zürich. w 1934 wrócił do Ameryki Południowej grał przez kilka miesięcy w urugwajskim Nacionalu Montevideo, po czym wrócił do ojczyzny, gdzie ponownie grał w Vasco da Gama (1934–1935). Ostatnie 3 lata kariery (1936–1938) spędził we CR Flamengo. Największymi osiągnięciami Fausto w karierze klubowej było 2-krotne wywalczenie z Vasco da Gama mistrzostwa stanu Rio de Janeiro – Campeonato Carioca w 1929 i 1934 oraz zdobycie z Barceloną Pucharu Katalonii w 1932.
Wpływ na zakończenie kariery przez Fausto miała gruźlica, z powodu której zmarł on w wieku zaledwie 34 lat w 1939.

## Kariera reprezentacji
Na początku lat 30. występował w reprezentacji Brazylii, z którą pojechał na mistrzostwa świata w 1930 w Urugwaju, w których wystąpił w obydwu meczach grupowych z Jugosławią i Boliwią. Ogółem rozegrał 4 mecze w reprezentacji.